# Breanna Yde
Pour les articles homonymes, voir Yde.
Breanna Nicole Yde est une actrice australienne née le 11 juin 2003 à Sydney. Elle est surtout connue pour ses rôles dans les séries Trois fantômes chez les Hathaway, et Rock Academy, et dans le téléfilm Santa Hunters (en).

## Biographie
Breanna Yde naît en 2003 à Sydney, en Australie. Elle émigre à Los Angeles (États-Unis) à l'âge de deux ans. Elle déménage à Rancho Santa Fe (Californie) en 2008 puis revient à Los Angeles en 2012.

## Filmographie

### Cinéma
- 2009 : Social Studies (Court-métrage) : Annie
- 2010 : Level 26: Dark Prophecy : Sibby Dark jeune
- 2015 : Charlie at a Grown-Up Dinner (Court-métrage) : Charlie
- 2019 : Malibu Rescue : Gina
- 2020 : Malibu Rescue: The Next Wave : Gina

### Télévision
- 2011 : How I Met Your Mother (Série TV) : Une petite fille
- 2013–2015 : Trois fantômes chez les Hathaway (The Haunted Hathaways) (Série TV) : Frankie Hathaway
- 2014 : Santa Hunters (Téléfilm) : Zoey
- 2015 : L'Apprentie maman (Instant Mom) (Série TV) : Grace
- 2015 : Nickelodeon's Ho Ho Holiday (Téléfilm) : Breanna Yde
- 2016 : Albert (Téléfilm) : Molly (Voix)
- 2017 : L'incroyable bibliothèque de M. Lemoncello (Téléfilm) : Akimi Hughes
- 2016–2018 : Rock Academy (Série TV) : Tomika
- 2016-2018 : Bienvenue chez les Loud (The Loud House) (Série TV) : Ronnie Anne
- 2017 : Nicky, Ricky, Dicky & Dawn (Série TV) : Simone
- 2019 : Malibu Rescue: La série (Malibu Rescue) (Série TV) : Gina

## Nomination
| Année | Prix                            | Catégorie           | Œuvre        | Résultat   | Ref.  |
| ----- | ------------------------------- | ------------------- | ------------ | ---------- | ----- |
| 2017  | Nickelodeon Kids' Choice Awards | Actrice TV favorite | Rock Academy | Nomination | [ 8 ] |